# Лидо
 Тази статия е за острова в Италия.  За кабарето в Париж вижте Лидо (кабаре).  
Лидо (на италиански: Lido) е остров в Адриатическо море, част от град Венеция в Италия.
Представлява дълга 12 километра пясъчна коса, отделяща от морето Венецианската лагуна. Островът е изцяло застроен и има около 20 хиляди жители, а в северната му част се намира малкото Летище „Венеция-Лидо“. Той е и морски курорт с дълги плажове по адриатическия бряг, както и място на провеждане на Венецианския филмов фестивал.